# Selepa demiota
Selepa demiota är en fjärilsart som beskrevs av Edward Meyrick 1889. Selepa demiota ingår i släktet Selepa och familjen trågspinnare. Inga underarter finns listade i Catalogue of Life.